# Jodoform
Jodoform, nazývaný též trijodmethan, je organická žlutá krystalická látka, která se hojně používá v lékařství jako desinfekce. Její vzorec je CHI3. Vzniká například reakcí ethanolu s jódem v přítomnosti zásady. Má antiseptické (dezinfekční) vlastnosti.